# Hubert de Vendôme (évêque)
Hubert de Vendôme a été évêque d'Angers de 1006 à 1047.
Hubert II de Vendôme est issu de la famille des vicomtes de Vendôme, fils du vicomte Hubert Ier et de la fille du vicomte Fulcrade, Em(m)eline/Emma de Vendôme. Le vicomte Fulcrade était probablement issu des premiers vicomtes de Chartres — de la famille Le Riche — chassés du Chartrain vers 960 par le comte Thibaud le Tricheur, remplacés par la famille du Puiset venue des comtes de Breteuil, et recasés à Vendôme : les Fulchérides ; le frère d'Emmeline semble être Foucher Ier Le Riche, vicomte de Vendôme jusque vers 1020, père entre autres enfants de Foucher II, vicomte jusque vers 1040, de Vulgrin évêque du Mans en 1055-66, et d'Adèle Le Riche, épouse d'Hugues Ier Doubleau de Mondoubleau. 

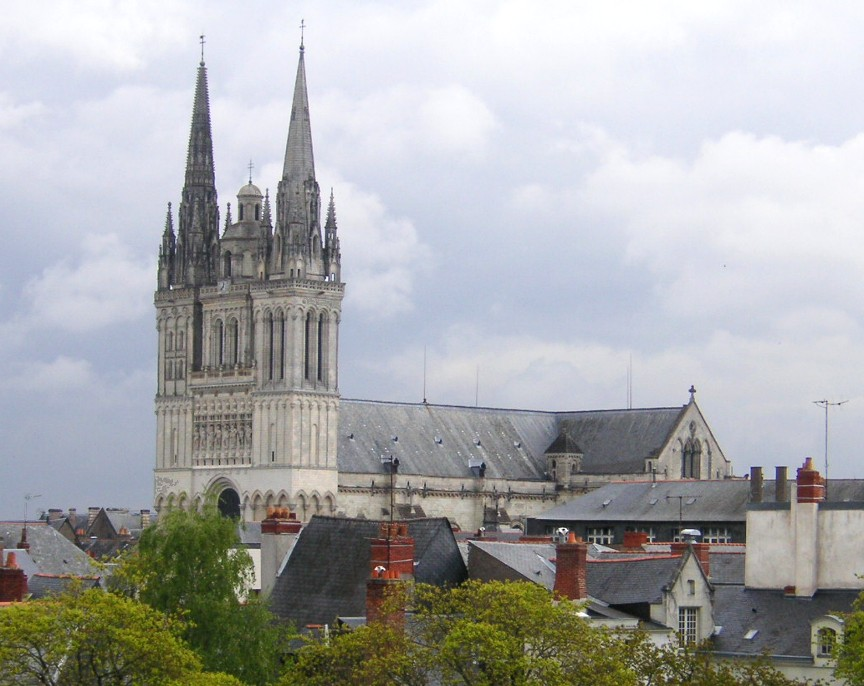
La cathédrale d'Angers vue depuis l'ouest.

Il est le reconstructeur de la cathédrale d'Angers ravagée par un incendie. Ce nouvel édifice religieux sera pourvu d'une nef unique. 
Le 16 août 1025, la nouvelle cathédrale d'Angers est consacrée. Elle a les mêmes dimensions en plan que la cathédrale actuelle. Les murs extérieurs de la nef sont encore apparents. 
À la même époque, l'évêque d'Angers réside régulièrement dans la résidence épiscopale du château de Villevêque.
Le 14 juillet 1028, Hubert de Vendôme assiste en présence du comte d’Anjou Foulque Nerra (dont la femme est Adèle de Vendôme-Anjou), à la dédicace de l'abbaye Notre-Dame-de-la-Charité. 
Le comte d’Anjou Foulques Nerra qui vient de conquérir la région des Mauges sur le Poitou, réussit avec la complicité de l’évêque d’Angers Hubert de Vendôme, à exercer une mainmise politique sur cette terre poitevine d'origine en intégrant progressivement ce territoire au diocèse d'Angers.
En 1032, un incendie détruit le travail effectué à la cathédrale qui venait d'être terminé. L'évêque Geoffroy de Tours remet en état la cathédrale à la fin du XIe siècle.
Vers 1036, Hubert de Vendôme nomme un proche, son cousin germain Vulgrin (ci-dessus ; petit-fils du vicomte Fulcrade de Vendôme), abbé de l'abbaye Saint-Serge d'Angers. L'abbé Vulgrin deviendra évêque du Mans
Hubert de Vendôme, qui entretient des relations conflictuelles avec l'archevêque de Tours, entreprend une réforme dans son diocèse, comme d'autres évêques de cette époque prélude à la réforme grégorienne.